# Habib Edib
Habib Edib (* 1890 in Istanbul; † 1968 ebenda) war ein türkischer Journalist und Zeitungsgründer, der einige Zeit in Deutschland gewirkt hat. Hier widmete er sich der literarischen Übersetzung türkischer Werke ins Deutsche und der Redigierung von türkischen Sprachlehrbüchern.
Edib hatte Politologie studiert, bevor er 1914 nach Deutschland kam, wo er mehrere Jahre als Journalist in Weimar arbeitete. Nach seiner Rückkehr in die Türkei betätigte er sich erfolgreich als Geschäftsmann. So konnte er 1948 die von da an von ihm geleitete Tageszeitung Yeni Istanbul wiederbeleben. Noch bis 1961 war Habib Edib als Leiter dieser Zeitung tätig.